# Laelia heidii
Laelia heidii är en orkidéart som först beskrevs av Germán Carnevali, och fick sitt nu gällande namn av Van den Berg och Mark W. Chase. Laelia heidii ingår i släktet Laelia och familjen orkidéer. Inga underarter finns listade i Catalogue of Life.